# Ysleta del Sur

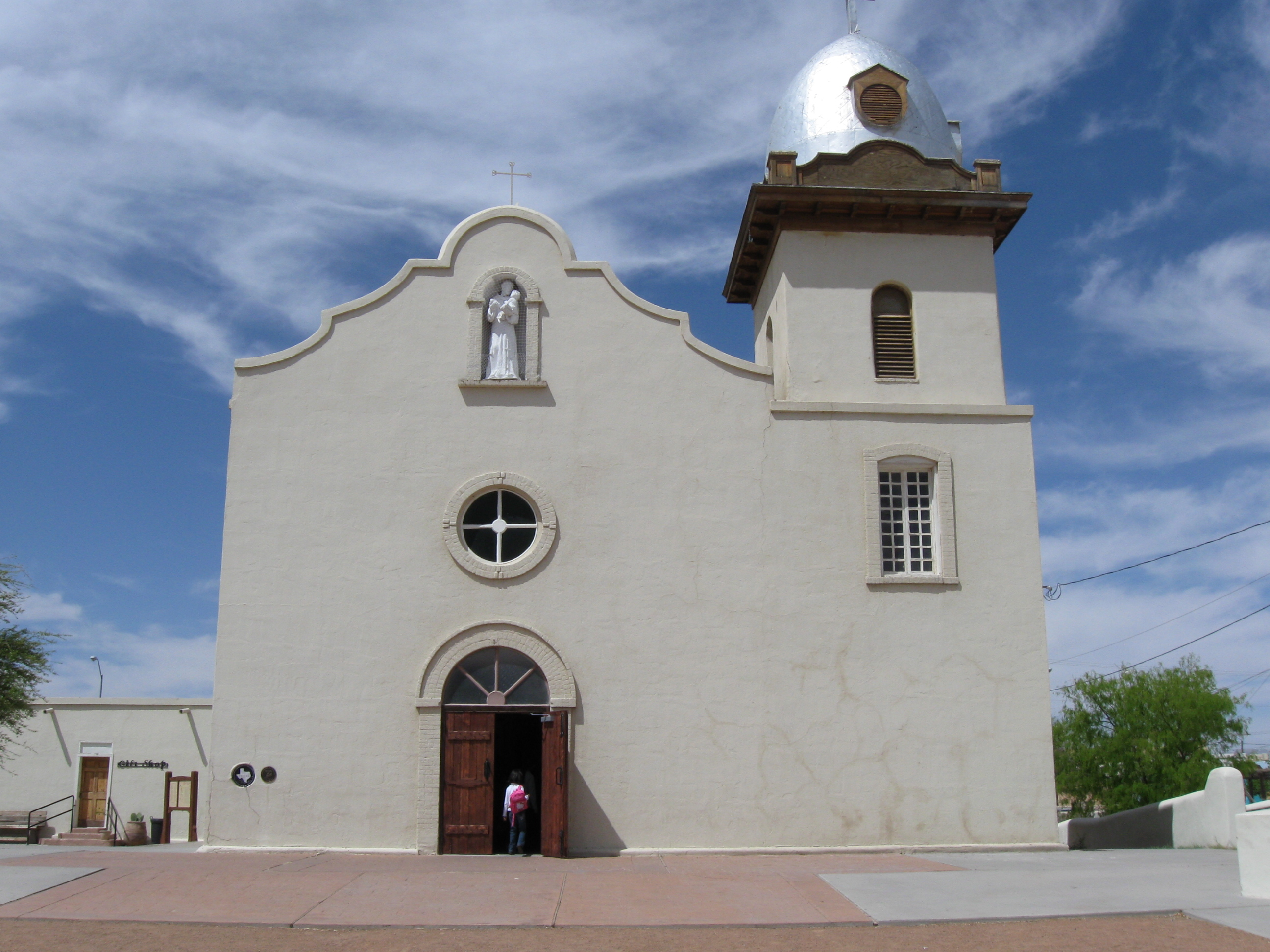
La Missió de Corpus Christi de San Antonio de la Ysleta del Sur

El pueblo Ysleta del Sur (també Pueblo Tigua) és una entitat tribal ameríndia de cultura Pueblo a la secció Ysleta d'El Paso (Texas), que compren antics parlants de tiwa meridional que foren desplaçats de Nou Mèxic en 1680 i 1681 durant la revolta pueblo contra els espanyols.

## Tigua
En espanyol el poble i la llengua es diuen Tigua (Tiwa). Han mantingut la identitat tribal i les terres a Texas. L'espanyol ha substituït la llengua indígena des de voltants dels anys 1900.
Durant gairebé 40 anys, el Pueblo ha estat gestionat per empreses tribals que proporcionen ocupació als seus membres i a la comunitat d'El Paso. Aquestes empreses inclouen el Speaking Rock Entertainment Center, Big Bear Oil Co. Inc, i el Centre Cultural Indi Tigua. La tribu dona feina a gairebé 400 persones.
En 1968 el Congrés dels Estats Units aprovà el P.L. 100-89, que restaurava el reconeixement federal d'aquest grup, la tribu més meridional dels pobles Pueblo. Addicionalment, l'estat de Texas va reconèixer la tribu. Dues tribus més de Texas gaudeixen alhora de reconeixement estatal i federal. L'abril de 2008 el Departament de Cens Tribal informà de 1.615 membres registrats.
Frank Paiz és l'actual Governador del Pueblo Ysleta del Sur.